# Heinrich Gustav Konrad Battermann
Heinrich Gustav Konrad Battermann (* 9. März 1816 in Altenhagen im Landkreis Schaumburg; † 7. Januar 1882 ebenda) war ein deutscher Bürgermeister und Mitglied der Zweiten Kammer der kurhessischen Ständeversammlung.

## Leben
Heinrich Battermann übte in seiner Heimatgemeinde Altenhagen das Amt des Bürgermeisters aus und erhielt in dieser Funktion im Jahre 1855 ein Mandat für die Zweite Kammer der kurhessischen Ständeversammlung. Er wurde für die schaumburgischen Bauern in das Parlament gewählt und blieb dort bis 1857.